# Lijst van aardbevingen in 2010

De aardbeving in Chili die plaatsvond in februari 2010 was de krachtigste aardbeving van 2010.

De aardbevingen in 2010 hebben tezamen meer dan 230.000 mensenlevens geëist. De dodelijkste was de aardbeving in Haïti die zich voordeed op 12 januari 2010. Hierbij lieten zeker 230.000 mensen het leven waardoor het momenteel de op-vijf-na dodelijkste aardbeving ooit is. De aardbeving in Chili van 27 februari 2010 is de op-zeven-na krachtigste sinds het jaar 1900 met een kracht van 8,8 op de schaal van Richter.

## Overzicht
Door het grote aantal aardbevingen bevinden zich in het onderstaande overzicht enkel aardbevingen van meer dan 6 op de schaal van Richter (tenzij anders vermeld).

### Krachtigste aardbevingen
| #  | Schaal van Richter | Locatie                            | Datum       |
| -- | ------------------ | ---------------------------------- | ----------- |
| 1. | 8,8                | Chili                              | 27 februari |
| 2. | 7,7                | Sumatra (Indonesië)                | 6 april     |
| 3. | 7,2                | Baja California (Mexico)           | 4 april     |
| 3. | 7,2                | Sumatra (Indonesië)                | 9 mei       |
| 3. | 7,2                | Vanuatu                            | 27 mei      |
| 6. | 7,1                | Salomonseilanden                   | 3 januari   |
| 7. | 7,0                | Haïti                              | 12 januari  |
| 7. | 7,0                | Riukiu-eilanden (Japan)            | 26 februari |
| 9. | 6,9                | - Chinees-Russisch-Koreaanse grens | 18 februari |
| 9. | 6,9                | Chili                              | 11 maart    |
| 9. | 6,9                | Qinghai (China)                    | 13 april    |

### Dodelijkste aardbevingen
| #  | Aantal doden | Locatie                              | Datum       |
| -- | ------------ | ------------------------------------ | ----------- |
| 1. | ~230.000     | Haïti                                | 12 januari  |
| 2. | 2183         | Qinghai (China)                      | 13 april    |
| 3. | 486          | Chili                                | 27 februari |
| 4. | 51           | Turkije                              | 8 maart     |
| 5. | 7            | China (3,4 op de schaal van Richter) | 18 januari  |
| 6. | 3            | Baja California (Mexico)             | 4 april     |
| 7. | 2            | Chili                                | 11 maart    |
| 7. | 2            | Salta (Argentinië)                   | 27 februari |

## Maand-overzicht
Lijst van aardbevingen over de hele wereld in 2010 van minimaal 6,5 op de Schaal van Richter of met noemenswaardige bijzonderheden.

### Januari
- 4 januari - Op de Salomonseilanden vindt een aardbeving plaats met aan kracht van 7,1 op de Schaal van Richter. Ten gevolge van de aardbeving en de daaropvolgende tsunami worden ongeveer 1000 mensen dakloos. (hoofdartikel)
- 4 januari - In het noorden van Tadzjikistan vindt een aardbeving plaats van 5,1 op de schaal van Richter, 20.000 mensen raken dakloos.
- 10 januari - In Californië vindt een aardbeving plaats met aan kracht van 6,5 op de schaal van Richter, er vallen 35 gewonden. (hoofdartikel)
- 12 januari - In Haïti vindt de zes-na dodelijkste aardbeving ooit plaats. De beving had een kracht van 7,0 op de schaal van Richter en eiste meer dan 230.000 mensenlevens. (hoofdartikel)
- 28 januari - In de Chileense provincie Antofagasta vindt een aardbeving plaats van 6,8 op de schaal van Richter.

### Februari
- 1 februari - Op het eiland Bougainville (Papoea-Nieuw-Guinea) vindt een aardbeving plaats met aan kracht van 6,2 op de schaal van Richter. (hoofdartikel)
- 18 februari - Op de grens van China, Rusland en Noord-Korea vindt een aardbeving plaats met aan kracht van 6,9 op de schaal van Richter. In eerste instantie was er vrees dat de beving werd veroorzaakt door een nucleaire test van Noord-Korea, maar dit werd als hoogst onwaarschijnlijk beschouwd door het Zuid-Koreaanse ministerie voor Buitenlandse Zaken.
- 26 februari - Op de Japanse Riukiu-eilanden vindt een aardbeving plaats met aan kracht van 7,0 op de schaal van Richter. Ten gevolge van deze beving ontstaat er een 10 cm hoge tsunami. Er vallen echter geen slachtoffers. (hoofdartikel)
- 27 februari - In Chili vindt de op-zeven-na krachtigste aardbeving ooit plaats. De beving heeft een kracht van 8,8 op de schaal van Richter met 452 doden tot gevolg. (hoofdartikel)
- 28 februari - Bij de Chileense stad Salta vindt een aardbeving plaats van 6,1 op de Schaal van Richter, er vallen twee doden.

### Maart
- 4 maart - In Taiwan vindt een aardbeving plaats met aan kracht van 6,4 op de schaal van Richter. De beving veroorzaakt 96 gewonden, maar geen doden. (hoofdartikel)
- 5 maart - Op Sumatra vindt een aardbeving plaats met aan kracht van 6,8 op de schaal van Richter. De beving veroorzaakt paniek en schade, maar er raakt niemand gewond. (hoofdartikel)
- 8 maart - In Turkije vindt een aardbeving plaats met aan kracht van 6,1 op de schaal van Richter, er vallen 51 doden. (hoofdartikel)
- 11 maart - In Chili vindt een aardbeving plaats met aan kracht van 6,9 op de schaal van Richter. Volgens seismologen was deze beving onafhankelijk van de aardbeving in Chili van 27 februari. (hoofdartikel)
- 14 maart - In Japan vindt een aardbeving plaats met aan kracht van 6,5 op de schaal van Richter, er valt slechts één gewonde. (hoofdartikel)
- 20 maart - In de buurt van Nieuw-Ierland vindt een aardbeving plaats van 6,6 op de Schaal van Richter.
- 30 maart - Bij de Andamanen vindt een aardbeving plaats van 6,6 op de Schaal van Richter.

### April
- 4 april - In het Mexicaanse Baja California vindt een aardbeving plaats met aan kracht van 7,2 op de schaal van Richter. Er vallen 3 doden en honderden gewonden. (hoofdartikel)
- 6 april - Op Sumatra vindt een aardbeving plaats met aan kracht van 7,7 op de schaal van Richter, er vallen 62 gewonden. (hoofdartikel).
- 11 april - Op de Salomonseilanden vindt een aardbeving plaats met aan kracht van 6,8 op de schaal van Richter. Er vallen geen gewonden. (hoofdartikel)
- 11 april - In Spanje vindt een aardbeving plaats met aan kracht van 6,3 op de schaal van Richter. Het is tot dusver de krachtigste aardbeving in Europa in 2010. (hoofdartikel)
- 13 april - In de Chinese provincie Qinghai vindt een aardbeving plaats met aan kracht van 6,9 op de schaal van Richter. Er vallen minstens 2046 doden en 12.135 gewonden. (hoofdartikel)
- 17 april - Op het eiland Nieuw-Guinea vindt een aardbeving plaats met aan kracht van 6,2 op de schaal van Richter. Er vallen geen gewonden. (hoofdartikel)
- 20 april - In Australië vindt een aardbeving plaats met een kracht van 5,2 op de schaal van Richter. Er vallen 2 lichtgewonden.[1]
- 24 april - Op het Indonesische eiland Obi vindt een aardbeving plaats met een kracht van 6,0 op de schaal van Richter, er vallen geen gewonden. (hoofdartikel)

### Mei
- 3 mei - In de Chileense provincie Pichilemu vindt een aardbeving plaats van 7,0 op de schaal van Richter.
- 5 mei - In het noorden van Chili vindt een aardbeving plaats van 7,0 op de schaal van Richter.
- 9 mei - Op Sumatra vindt een aardbeving plaats met aan kracht van 7,2 op de schaal van Richter. Er vallen geen doden, noch gewonden. (hoofdartikel)
- 24 mei - In Brazilië vindt een aardbeving plaats van 6,5 op de schaal van Richter.
- 27 mei - Op Vanuatu vindt een aardbeving plaats met aan kracht van 7,2 op de schaal van Richter. Tot dusver is er geen bericht over doden of gewonden.

### Juni
- 12 juni - Op de Nicobaren (India) vindt een aardbeving plaats met een kracht van 7,5 op de schaal van Richter.
- 16 juni - Bij de kust van de Indonesische provincie Papoea vindt een aardbeving plaats van 7,0 op de schaal van Richter, 17 mensen komen om het leven. (hoofdartikel)
- 26 juni - Bij de Salomonseilanden vindt een aardbeving plaats met een kracht van 6,7 op de schaal van Richter.
- 30 juni - In de Mexicaanse staat Oaxaca vindt een aardbeving plaats met een kracht van 6,2 op de schaal van Richter, er valt één dode.

### Juli
- 14 juli - In de Chileense regio Bío-Bío vindt een aardbeving plaats met een kracht van 6,5 op de schaal van Richter.
- 18 juli - Bij de Alaskaanse eilandengroep Fox vindt een aardbeving plaats met een kracht van 6,7 op de schaal van Richter.
- 18 juli - In Nieuw-Brittannië vinden twee aardbevingen plaats. Eerst een met een kracht van 6,9 op de schaal van Richter, gevolgd door een aardbeving met een kracht van 7,3.
- 23 juli - Op de Filipijnen vindt een aardbeving plaats met een kracht van 7,3 op de schaal van Richter.
- 29 juli - Bij Mindanao vindt een aardbeving plaats met een kracht van 6,6 op de schaal van Richter.
- 20 juli - In het noordoosten van Iran vindt een aardbeving plaats van 5,6 op de schaal van Richter, er vallen ongeveer 160 gewonden.

### Augustus
- 4 augustus - In Nieuw-Brittannië vindt een aardbeving plaats met een kracht van 7,0 op de schaal van Richter.
- 4 augustus - Bij de Koerilen vindt een aardbeving plaats met een kracht van 7,0 op de schaal van Richter.
- 10 augustus - Bij Vanuatu vindt een aardbeving plaats met een kracht van 7,3 op de schaal van Richter.
- 11 augustus - Bij Vanuatu vindt opnieuw een aardbeving plaats, ditmaal met een kracht van 7,1 op de schaal van Richter.
- 12 augustus - In de Ecuadoraanse provincie Pastaza vindt een aardbeving plaats van 6,9 op de schaal van Richter.
- 13 augustus - Bij de Marianen vindt een aardbeving plaats van 6,9 op de schaal van Richter.
- 14 augustus - Bij de Marianen vindt een aardbeving plaats van 6,6 op de schaal van Richter.
- 27 augustus - In het noorden van Iran vindt een aardbeving plaats van 5,7 op de schaal van Richter, drie mensen komen om het leven en nog eens 40 raken er gewond.

### September
- 4 september - In de Nieuw-Zeelandse regio Canterbury vindt een aardbeving plaats van 7,1 op de schaal van Richter. Twee personen raken zwaargewond.
- 9 september - In de Chileense regio Bío-Bío vindt een aardbeving plaats van 6,7 op de schaal van Richter.
- 27 september - In het zuiden van Iran vindt een aardbeving plaats van 5,5 op de schaal van Richter, één persoon komt om het leven.
- 29 september - Dicht bij de zuidkust van Papoea vindt een aardbeving plaats van 7,1 op de schaal van Richter.

### Oktober
- 21 oktober - In de buurt van de Mexicaanse stad Los Mochis vindt een aardbeving plaats van 6,7 op de schaal van Richter.
- 25 oktober - Aan de oostkust van Sumatra vindt een aardbeving plaats van 7,5 op de schaal van Richter. Door de beving ontstond er een tsunami tot drie meter hoogte die veel schade aanrichtte aan de Indonesische kust. (hoofdartikel)

### November
- 3 november - Bij de Servische stad Kraljevo vindt een aardbeving plaats van 5,4 op de schaal van Richter. Twee mensen kwamen om het leven en meer dan honderd mensen raakten gewond.
- 6 november - In het westen van Iran vindt een aardbeving plaats van 4,9 op de schaal van Richter. Zeker honderd mensen raakten gewond.
- 30 november - Bij de Japanse Bonin-eilanden vindt een aardbeving plaats van 6,7 op de schaal van Richter.

### December
- 2 december - In Papoea-Nieuw-Guinea vindt een aardbeving plaats van 6,7 op de schaal van Richter.
- 8 december - Bij de zuidelijke Sandwicheilanden vindt een aardbeving plaats van 6,5 op de schaal van Richter.
- 20 december - In het zuidwesten van Iran vindt een aardbeving plaats van 6,5 op de schaal van Richter. Elf mensen kwamen om het leven en zeker honderd mensen raakten gewond.
- 21 december - Bij de Japanse Bonin-eilanden vindt een aardbeving plaats van 7,4 op de schaal van Richter.
- 25 december - In de buurt van Vanuatu vindt een aardbeving plaats van 7,3 op de schaal van Richter.
- 29 december - Er vindt opnieuw een aardbeving plaats in de buurt van Vanuatu, deze keer met een kracht van 6,6 op de schaal van Richter.
- 30 december - In het zuidwesten van Polen vindt een aardbeving plaats van 4,5 op de schaal van Richter. Drie personen kwamen om het leven door vallende stenen.